# Rhizoglyphus robini
Rhizoglyphus robini — вид саркоптиформних кліщів родини Acaridae.

## Поширення
Rhizoglyphus robini має космополітичне поширення.

## Опис
Кліщ білого забарвлення. Розмір (максимально до 1,1 мм) залежить від раціону.

## Спосіб життя
Вид живиться корінням рослин. Рослини — господарі: цибуля, часник, інші види з роду Allium, лілія, гладіолус, гіацинт, фрезія, різні злаки, зокрема ячмінь, овес, рис, жито і пшениця, а також картопля та морква. Також у раціон входять перегнилі рештки рослин, мертві безхребетні та живі нематоди.

### Розмноження
Кліщ починає розмножуватися при температурі повітря 25 °C. Відкладає 400—700 яєць протягом шести тижнів.